# Thanatus arenicola
Thanatus arenicola là một loài nhện trong họ Philodromidae.
Loài này thuộc chi Thanatus. Thanatus arenicola được Joachim Schmidt miêu tả năm 1976.